# Provinz Iwaki (718)

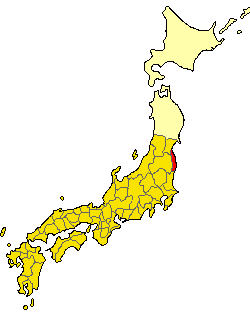
Provinz Iwaki (718)

Iwaki (jap. 石城国, Iwaki no kuni) war eine kurzlebige Provinz Japans während der Nara-Zeit. Sie erstreckte sich entlang der Pazifikküste der heutigen Präfektur Fukushima und entlang dem Südteil der heutigen Präfektur Miyagi, im Gegensatz zur späteren Provinz Iwaki (磐城国) aber nicht bis zum Becken des Abukuma.

## Geschichte
Die Provinz entstand gemeinsam mit der Provinz Iwase im 5. Monat 718 als Abtrennung von der Provinz Michinoku (Mutsu). Zwischen 722 und dem 3. Monat 724 wurde sie wieder der Provinz Michinoku zugeschlagen.

## Gliederung
Die Provinz war in 6 Bezirke (kōri) untergliedert:
- Iwaki (石城郡, Iwaki no kōri)
- Shineha (標葉郡, Shineha no kōri)
- Namekata (行方郡, Namekata no kōri)
- Uda (宇太郡, Uda no kōri)
- Watari (曰理郡, Watari no kōri)
- Kikuta (菊多郡, Kikuta no kōri; vorher Provinz Hitachi)